# Diocesi di Sarsenterum
La diocesi di Sarsenterum (in latino Dioecesis Sarsenterensis) è una sede soppressa e sede titolare della Chiesa cattolica.

## Storia
Sarsenterum, identificabile con la cittadina di Stolac nell'odierna Bosnia ed Erzegovina, è un'antica sede episcopale della provincia romana della Dalmazia, suffraganea dell'arcidiocesi di Salona.
La diocesi fu eretta durante il secondo sinodo di Salona del 533., assieme alle diocesi di Muccurum e Ludrum. Primo e unico vescovo noto di questa diocesi fu Paolino, che sottoscrisse in terz'ultima posizione gli atti conciliari.
Dal 2009 Sarsenterum è annoverata tra le sedi vescovili titolari della Chiesa cattolica; dal 2 dicembre 2009 l'arcivescovo, titolo personale, titolare è Petar Rajič, nunzio apostolico in Italia e nella Repubblica di San Marino.

## Cronotassi

### Vescovi
- Paolino † (533 - ?)

### Vescovi titolari
- Petar Rajič, dal 2 dicembre 2009